# ЛМ-67
ЛМ-67 — советский экспериментальный четырёхосный трамвайный вагон, произведённый на ленинградском ВАРЗе. Единственный экземпляр вагона ЛМ-67 № 5210(позже 1166) был построен в 1967 году на базе ЛМ-57 с другими передней и задней площадками для отработки внешнего вида новых перспективных трамвайных вагонов (ЛМ-68). Вагон работал до конца апреля 1986 года, когда эксплуатация всех ЛМ-57 была прекращена, и был сдан в металлолом в августе 1986 года.
По техническим данным полностью аналогичен ЛМ-57